# Марков, Гавриил Петрович
Гавриил Петрович Ма́рков (1910—1980) — конструктор оружия.

## Биография
Родился в 1910 году на ст. Куракино Курской железной дороги, сын железнодорожного служащего. С 1912 года жил с родителями в Коврове, где окончил школу-девятилетку (1925) и техникум путей сообщения (1931).
С 1931 по декабрь 1934 года служил в железнодорожных войсках на Дальнем Востоке.
С 1935 года и до выхода на пенсию (1970) работал в КБ конструктором, ответственным исполнителем по объекту, ведущим инженером-конструктором, начальником отдела.

## Награды и премии

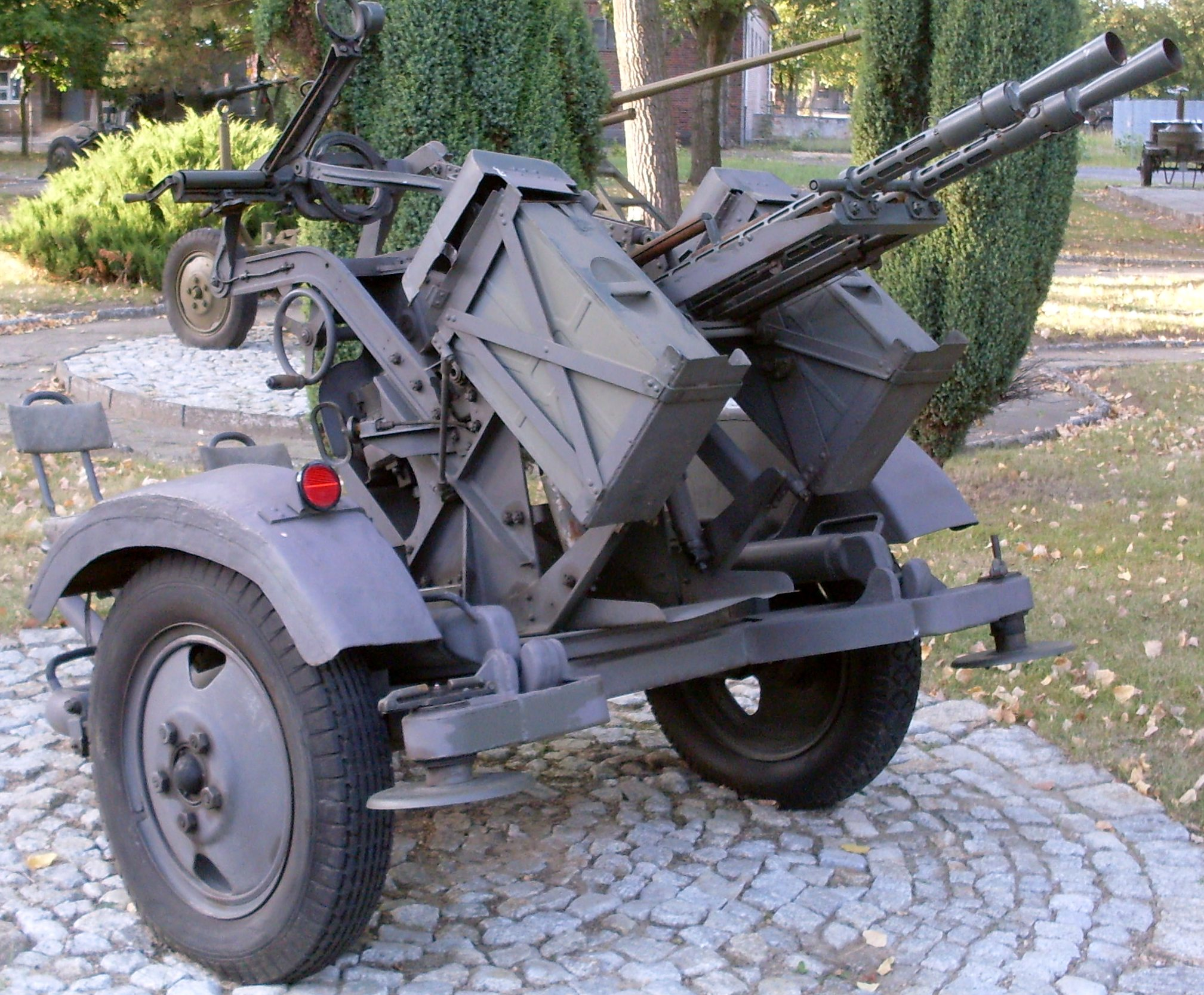
ЗПУ-2

- Сталинская премия первой степени (1949) — за создание новых образцов оружия (ЗПУ-2, спаренная зенитная пулемётная установка).
- медаль «За доблестный труд в Великой Отечественной войне 1941—1945 гг.»